# Ridgeville (Carolina do Sul)
Ridgeville é uma cidade  localizada no estado norte-americano de Carolina do Sul, no Condado de Dorchester.

## Demografia
Segundo o censo norte-americano de 2000, a sua população era de 1690 habitantes.
Em 2006, foi estimada uma população de 2026, um aumento de 336 (19.9%).

## Geografia
De acordo com o United States Census Bureau tem uma área de
4,7 km², dos quais 4,7 km² cobertos por terra e 0,0 km² cobertos por água. Ridgeville localiza-se a aproximadamente 16 m acima do nível do mar.

## Localidades na vizinhança
O diagrama seguinte representa as localidades num raio de 24 km ao redor de Ridgeville.